# Eustace de Fauconberg
Eustace de Fauconberg (auch Eustace of Fauconberg) (* um 1170; † 31. Oktober 1228) war ein englischer Prälat. Er diente als königlicher Beamter und Richter und stieg bis zum Treasurer of the Exchequer auf, dazu wurde er Bischof von London.

## Herkunft
Eustace de Fauconberg entstammte einer anglonormannischen Familie, die sich nach dem Dorf Fauquembergues in Flandern benannte. Er war ein jüngerer Sohn von Peter de Fauconberg, Lord of Rise in Holderness und wohl von dessen Frau Beatrice. Da Eustace als Master bezeichnet wurde, muss er eine Universität besucht haben. Da er auch als Don betitelt wurde, eine Bezeichnung, die für Gelehrte der Universität Bologna verwendet wurde, hat er möglicherweise dort studiert.

## Aufstieg als Beamter im Dienst des Königs
Fauconberg wird erstmals vor 1192 im Gefolge von Bischof Godfrey de Lucy von Winchester erwähnt. Als dessen Nachfolger wurde er 1199 königlicher Richter. Sowohl in Westminster wie auch bei lokalen Gerichten in zahlreichen Counties diente er als Richter, wobei er häufig Steuerschätzungen vornehmen musste. Während des Französisch-Englischen Krieges reiste er 1204 als Gesandter zu Verhandlungen nach Frankreich und Flandern. Zur Belohnung verlieh ihm der König eine Pfründe an der Kollegiatkirche St Martin’s-le-Grand in London sowie mehrere Rektorate in anderen Kirchen. Als König Johann Ohneland jedoch vom Papst exkommuniziert wurde, schied Fauconberg im Oktober 1209 aus dem Dienst des Königs aus. Nachdem Johann Ohneland sich dem Papst unterworfen hatte und damit die Exkommunikation aufgehoben wurde, tritt auch Fauconberg wieder in Erscheinung. Er diente nun als Assistent des neuen königlichen Justiciars Peter des Roches, dem der König während seiner Abwesenheit auf einem Feldzug nach Frankreich die Regierung in England übertragen hatte. Als des Roches zwischen Juni und Oktober 1214 nicht in Westminster weilte, sondern in England unterwegs war, bezeugte Fauconberg die Schreiben und Urkunden des Justiciars, mit dem dieser Anweisungen erteilte und das Reich regierte. Nachdem der König nach seinem gescheiterten Feldzug im Oktober 1214 zurückgekehrt war, wird Fauconberg nicht mehr erwähnt. Ob er während des folgenden Konflikts zwischen dem König und der Adelsopposition, die zur Anerkennung der Magna Carta und dann zum Ersten Krieg der Barone führte, in England war, ist nicht bekannt.

## Dienst als Treasurer und Wahl zum Bischof von London
Der Frieden von Lambeth beendete im September 1217 den Krieg der Barone, und vor dem 4. November 1217 hatte Fauconberg das wichtige Amt des Treasurer of the Exchequer übernommen, das er bis zu seinem Tod innehatte. Durch fleissige und gewissenhafte Arbeit konnte er wieder Ordnung in die königliche Finanzverwaltung bringen, die durch den Bürgerkrieg ins Chaos gestürzt worden war. Zur Belohnung erhielt er von der Regierung das Amt des Bischofs von London, in das er gegen erhebliche Widerstände am 25. oder 26. Februar 1221 vom Kathedralkapitel von St Paul’s gewählt wurde. Am 23. März 1221 erfolgte die königliche Bestätigung der Wahl, und nachdem auch der päpstliche Legat Pandulf die Wahl bestätigt hatte, wurde Fauconberg am 25. April in Westminster durch Bischof Benedict of Sawston von Rochester zum Bischof geweiht. Sowohl die Wahl dieses Offizianten wie auch der Ort der Weihe führten zu erneutem Streit.
In den nächsten Jahren gehörte Fauconberg zu den führenden Mitgliedern der königlichen Regierung. Er nahm an zahlreichen königlichen Ratsversammlungen teil und übernahm das Amt des Verwalters von Colchester Castle, das er bis 1227 innehatte. Angesichts der fortgesetzten Spannungen mit Frankreich, die ab 1224 zum erneuten Krieg führten, reiste er 1223 und 1225 zu Verhandlungen nach Frankreich, wo er jedoch gegenüber dem französischen König Ludwig VIII. wenig erreichen. Nach dem Scheitern der Rebellion von Falkes de Bréauté 1224 nahm er diesen in seine Obhut, bis Falkes im Oktober ins Exil ging. Im Februar 1225 bezeugte Fauconberg die erneute Anerkennung der Magna Carta und der Forstcarta durch den jungen König Heinrich III. Nachdem dieser 1227 für volljährig erklärt worden war, bezeugte Fauconberg, meistens in Westminster, zahlreiche königliche Urkunden.

## Wirken als Bischof von London
Trotz seiner zahlreichen Regierungsaufgaben nahm Fauconberg auch sein Amt als Bischof gewissenhaft wahr. Zur Erledigung der Amtsgeschäfte beschäftigte er nicht nur einen, sondern zwei leitende Beamte, Master Reginald of Radnor and Master Robert d’Arches. Nach den noch erhaltenen Urkunden ernannte er Priester und Amtsträger, verhandelte mit päpstlichen Gesandten, bestätigte Stiftungen und Schenkungen und gewährte Ablässe für Pilger, die nach Canterbury reisten. Trotz seiner weltlichen und kirchlichen Machtfülle bereicherte Fauconberg sich und die Kirche nur mäßig. Durch Entscheidungen der königlichen Gerichtshöfe gelangten einige Ländereien, die der Kirche gehört hatten, aber während des Bürgerkriegs entfremdet worden waren, wieder in Kirchenbesitz. Er versuchte, die Ausnahmen und Rechte von Westminster Abbey vor kirchlichen Gerichten zu begrenzen, so dass sie weiterhin der Diözese London unterstellt blieb, musste dabei jedoch einem Kompromiss zustimmen. Als Bischof von London war er auch Dekan der Kirchenprovinz Canterbury. In dieser Funktion übernahm er nach dem Tod von Erzbischof Langton am 9. Juli 1228 kommissarisch das Amt des Metropoliten, starb jedoch selbst wenige Monate später. Noch drei Tage vor seinem Tod nahm er seine Aufgaben als Treasurer in Westminster wahr. Zu seinem Kathedralkapitel hatte er ein harmonisches Verhältnis gehabt, und er bestimmte drei von dessen Kanonikern zu seinen Testamentsvollstreckern. Er wurde in einem prächtigen Marmorgrab in der St Paul’s Cathedral beigesetzt. Vermutlich vermachte er ein goldenes Kreuz, silbernes Messgeschirr und weiteren Schmuck dem Kathedralschatz.